# Новогеоргиевка 2-я
Новогеоргиевка 2-я — село в Петуховском районе Курганской области. Административный центр Новогеоргиевского сельсовета.

## История
До 1917 года входило в состав Утчанской волости Ишимского уезда Тобольской губернии. По данным на 1926 год состояло из 277 хозяйств. В административном отношении являлось центром Коровьинского сельсовета Петуховского района Ишимского округа Уральской области.

## Население
| 1989 | 2002 | 2010 |
| ---- | ---- | ---- |
| 779  | ↘639 | ↘513 |

По данным переписи 1926 года в селе проживало 1556 человек (730 мужчин и 826 женщин), в том числе: русские составляли 99 % населения.